# Clameur de haro

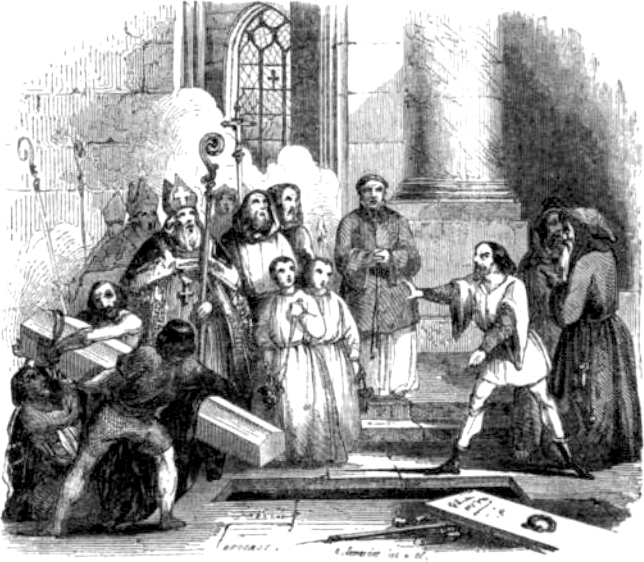
Les pompes fúnebres de Guillem el Conqueridor interrompudes pel «clameur de haro» d'Asselin.

El clameur de haro és el terme que s'usa per designar una antiga acció jurisdiccional d'origen medieval que consisteix en el fet que qui creu estar patint un perjudici en un moment donat crida «Haro!» per demandar justícia i demanar ajut dels testimonis. Una vegada que la persona dona el crit i compleix d'altres formalitats davant de tercers, l'acusat de causar-li mal ha de cessar l'activitat objectada fins que el cas sigui vist davant la justícia. D'origen normand, el seu ús persisteix a les Illes del Canal de la Mànega (pertanyents a la Corona britànica), encara que es restringeix a assumptes relacionats amb terrenys. Aquest tipus de procediment també es va portar a terme més o menys comunament a la Gascunya medieval: amb aleshores el crit «Biafore».

## Història
El primer exemple conegut de l'ús que es va fer del clamour, va tenir lloc amb motiu de la mort a Rouen, al setembre de 1087, de Guillem el Conqueridor, duc de Normandia i rei d'Anglaterra. El cos d'aquest últim havia estat transportat a l'església de Saint-Etienne de Caen; quan un home pobre de la ciutat, anomenat Asselin, es va atrevir a aturar el funeral del príncep per un clamour de Haro en què declarava que l'església havia estat construïda en terres robades del seu pare i s'oposava a que fora enterrat allà el Conqueridor. Aquest clamour de Haro va interrompre el funeral, i aconseguir el temps necessari perquè els bisbes i senyors presents investiguessin i, reconeguessin la justa reclamació d'Asselin, que va ser pagat amb l'import sol·licitat del preu de la seva terra.
El clameur de haro pot ser revocat. Per exemple, el 1778, els Estats de Guernsey van decidir construir quinze torres de guaita en diversos punts de la costa per impedir qualsevol incursió francesa en l'illa. Encara que la majoria de les torres van ser construïdes en àrees comunes, o en terrenys públics per damunt de la línia de plenamar, tres torres es van edificar en terrenys privats. Els Estats van ser de l'opinió que el projecte era de gran importància, per la qual cosa si fos necessari exercirien el dret d'expropiació o domini eminent, «... malgrat qualsevol Clameur de haro o qualsevol altra oposició...».
L'ús més recent va ser a Guernsey, al desembre de 2016 per bloquejar l'extracció forçosa d'un cotxe abandonat en terres privades.

## Procediment
El procediment es realitza de genolls davant d'almenys dos testimonis, en presència del malfactor, i en el lloc de la falta. El perjudicat amb la seva mà a l'aire ha de cridar: 
Haro! Haro! Haro! Vine en el meu ajut, el meu príncep, algú m'ha fet un greuge.

Després ha de recitar el Pare Nostre en francès, encara que no cal incloure la doxologia final:
| « | Notre Père qui est aux cieux. Ton nom soit sanctifié. Ton règne vienne. Ta volonté soit faite sur la terre comme au ciel. Donne-nous aujourd'hui notre pain quotidien. Et nous pardonne nos offenses, comme nous pardonnons à ceux qui nous ont offensés. Et ne nous induis point en tentation, mais délivre-nous du mal. | » |

En sentir això, el presumpte malfactor ha de cessar les seves activitats impugnades fins que l'assumpte sigui adjudicat en els tribunals. Si no s'atura donarà lloc a la imposició d'una multa, tant tingués tot el dret o no. Si es troba el perjudicat que ha fet el crit de haro! sense una raó vàlida, alhora haurà de pagar una multa.

Al clameur de Guernsey s'exigeix afegir després del parenostre: 
| « | La Grâce de Notre Seigneur Jésus Christ,la dilection de Dieu et la sanctification de Saint Esprit soit avec nous tous éternellement. Amen. | » |

D'altra banda, la queixa ha de fer-se també per escrit i ser presentada en la Greffier -responsable dels registres de govern de l'illa- dintre de les 24 hores.